# Lundbreck
Lundbreck est un hameau (hamlet) de Pincher Creek No 9, situé dans la province canadienne d'Alberta.

## Démographie
En tant que localité désignée dans le recensement de 2011, Lundbreck a une population de 244 habitants dans 111 de ses 124 logements, soit une variation de -12.9% par rapport à la population de 2006. Avec une superficie de 0,352 9 km2, le hameau possède une densité de population de 691,414 0 hab/km2 en 2011.
Concernant le recensement de 2006, Lundbreck abritait 280 habitants dans 120 de ses 124 logements. Avec une superficie de 0,352 9 km2, le hameau possédait une densité de population de 793,4 hab/km2 en 2006.